# Oro-fazio-digitales Syndrom Typ 9
Das Oro-fazio-digitales Syndrom Typ 9 oder (OFD IX) ist eine sehr seltene angeborene Erkrankung mit einer Kombination von Gesichtsdysmorphie, überzähligen Eckzähnen im Unterkiefer, Kleinwuchs, Skelettfehlbildungen und Anomalien der Netzhaut und gehört zu den Oro-fazio-digitalen Syndromen.
Synonyme sind: OFD9; Oro-fazio-digitales Syndrom mit retinalen Anomalien
Die Erstbeschreibung stammt aus dem Jahre 1992 durch die italienischen Ärzte F. Gurrieri, V. Sammito und Mitarbeiter.

## Verbreitung
Die Häufigkeit wird mit unter 1 zu 1.000.000 angegeben, bislang wurde über 10 Betroffene berichtet. Die Vererbung erfolgt vermutlich autosomal-rezessiv.

## Klinische Erscheinungen
Klinische Kriterien sind:
- Gesichtsdysmorphie mit hohem Gaumen, gekerbter Zunge, multiple Zungenbändchen, Hamartomen, Hypertelorismus, Strabismus, breite Nasenspitze
- Kleinwuchs
- Doppelanlage der Großzehe, gegabelte Metatarsalia, Poly- und Syndaktylie
- leichte Geistige Behinderung
- Anomalien der Netzhaut wie beidseitiges Kolobom der Sehnervenpapille, Dysplasie der Netzhaut mit unvollständiger Netzhautablösung

## Differentialdiagnose
Abzugrenzen sind andere Formen des Oro-fazio-digitalen Syndromes.